# Cuaternion
În matematică cuaternionii, notați {\displaystyle \mathbb {H} }, sunt numere hipercomplexe necomutative obținute prin extinderea mulțimii numerelor complexe de o manieră similară cu cea care a condus de la numerele reale la cele complexe. Aceste numere au fost introduse de matematicianul irlandez Sir William Rowan Hamilton în 1843 și aplicate în spațiul tridimensional. Deși au fost înlocuiți în majoritatea aplicațiilor de vectori, cuaternionii sunt folosiți în continuare atât în matematica teoretică cât și în cea aplicată, în special pentru calcule ce implică rotații tridimensionale.
În timp ce numerele complexe constituie o extensie a numerelor reale realizată prin introducerea elementului imaginar i, când {\displaystyle i^{2}=-1}, cuaternionii sunt o extensie analoagă, realizată prin adăugarea elementelor imaginare i, j și k la numerele reale, când este satisfăcută condiția {\displaystyle i^{2}=j^{2}=k^{2}=ijk=-1}. Acest lucru se poate rezuma în următorul tabel de înmulțire:
| · | 1 | i  | j  | k  |
| 1 | 1 | i  | j  | k  |
| i | i | -1 | k  | -j |
| j | j | -k | -1 | i  |
| k | k | j  | -i | -1 |

Un cuaternion H poate fi considerat o combinație liniară de patru cuaternioni "unitate", 1, i, j, și k :
{\displaystyle H=a\cdot 1+b\cdot i+c\cdot j+d\cdot k\,}

(unde a, b, c, d sunt numere reale).

## Reprezentare

### Vectorială
Un cuaternion poate fi exprimat ca element al mulțimii:
{\displaystyle \mathbb {H} =\left\{a+bi+cj+dk/:a,b,c,d\in \mathbb {R} \right\}}
Atunci un cuaternion este un număr de forma a + bi + cj + dk, unde a, b, c, d sunt numere reale unic determinate pentru fiecare cuaternion.
Analog, un cuaternion poate fi exprimat ca produs intern (componentă cu componentă) a doi vectori, unul de componente {\displaystyle {\breve {x}}=[a_{1},a_{2},a_{3},a_{4}]}, iar celălalt constituind "baza": {\displaystyle [1,i,j,k]}. În acest caz, componenta reală {\displaystyle a_{1}} este notată separat și pentru produsul scalar se consideră doar cele trei baze i, j, k:
{\displaystyle x=\left(a_{1},{\breve {x}}\right)=\left(a_{1},\left[a_{2},a_{3},a_{4}\right]\right)}
Această reprezentare are câteva avantaje, care pot fi observate în anumite operații precum produsul cuaternionilor.

### Matricială
Cuaternionii pot fi exprimați cu ajutorul unor matrice pătrate de ordinul 2 de numere complexe, sau matrice pătrate de ordinul 4 de numere reale.
Unitățile u, i, j, k, sub formă 2x2 și 4x4 sunt:
{\displaystyle u=\left[{\begin{matrix}1,&0\\0,&1\\\end{matrix}}\right]=\left[{\begin{matrix}1,&0,&0,&0\\0,&1,&0,&0\\0,&0,&1,&0\\0,&0,&0,&1\\\end{matrix}}\right]}
{\displaystyle i=\left[{\begin{matrix}i,&0\\0,&-i\\\end{matrix}}\right]=\left[{\begin{matrix}0,&1,&0,&0\\-1,&0,&0,&0\\0,&0,&0,&1\\0,&0,&-1,&0\\\end{matrix}}\right]}
{\displaystyle j=\left[{\begin{matrix}0,&1\\-1,&0\\\end{matrix}}\right]=\left[{\begin{matrix}0,&0,&0,&-1\\0,&0,&-1,&0\\0,&1,&0,&0\\1,&0,&0,&0\\\end{matrix}}\right]}
{\displaystyle k=\left[{\begin{matrix}0,&i\\i,&0\\\end{matrix}}\right]=\left[{\begin{matrix}0,&0,&0,&1\\0,&0,&-1,&0\\0,&1,&0,&0\\-1,&0,&0,&0\\\end{matrix}}\right]}
În prima formă, cuaternionul a + bi + cj + dk e reprezentat prin
{\displaystyle {\begin{pmatrix}a-di&-b+ci\\b+ci&\;\;a+di\end{pmatrix}}}
Această reprezentare are câteva proprietăți interesante:
- Toate numerele complexe (c = d = 0) corespund unor matrice cu elemente exclusiv reale.
- Pătratul modulului unui cuaternion este egal cu determinantul matricei corespondente.
- Conjugatul unui cuaternion corespunde conjugatei transpuse a matricei.
- Limitată la cuaternionii unitari, această reprezentare furnizează un izomorfism de grup între S3 și SU(2). Acest grup e important în mecanica cuantică când avem de-a face cu spinul; vezi și matricile lui Pauli.

În a doua formă, cuaternionul a + bi + cj + dk e reprezentat prin matricea
{\displaystyle {\begin{pmatrix}\;\;a&-b&\;\;d&-c\\\;\;b&\;\;a&-c&-d\\-d&\;\;c&\;\;a&-b\\\;\;c&\;\;d&\;\;b&\;\;a\end{pmatrix}}}
În această reprezentare, conjugatul cuaternionului corespunde transpusei matricei.

## Proprietăți
Cuaternionii nu sunt comutativi, dar sunt asociativi.